# Elmore Nixon
Elmore „Elmo“ Nixon (* 17. November 1933 in Crowley (Louisiana); † im Juni 1975 in Houston, Texas) war ein US-amerikanischer Rhythm-and-Blues-Sänger und Pianist.
Elmore Nixon wuchs in Houston auf, wo er bereits mit dreizehn Jahren erste Erfahrungen als Begleitmusiker bei einer Aufnahmesession von Peppermint Harris machte. Später arbeitete er als Studiopianist und Schlagzeuger für verschiedene andere Künstler. Seine Karriere als Solist begann er 1950 mit Aufnahmen für Peacock Records, wo er u. a. den von ihm komponierten Song If You’ll Be My Love einspielte. 1951 nahm er für Mercury u. a. Playboy Blues und Million Dollar Blues auf; im Jahr darauf wechselte er zum Label Imperial. Letzte Aufnahmen unter eigenem Namen entstanden 1955 für Savoy (Last Nite). Sein einziger kommerzieller Erfolg war der Alabama Blues, der später auch von anderen Interpreten gecovert wurde. In den 1960er Jahren gehörte er der Band von Clifton Chenier an und arbeitete weiterhin als Begleitmusiker. Er starb im Alter von 41 Jahren im Juni 1975.